# Huta Józef

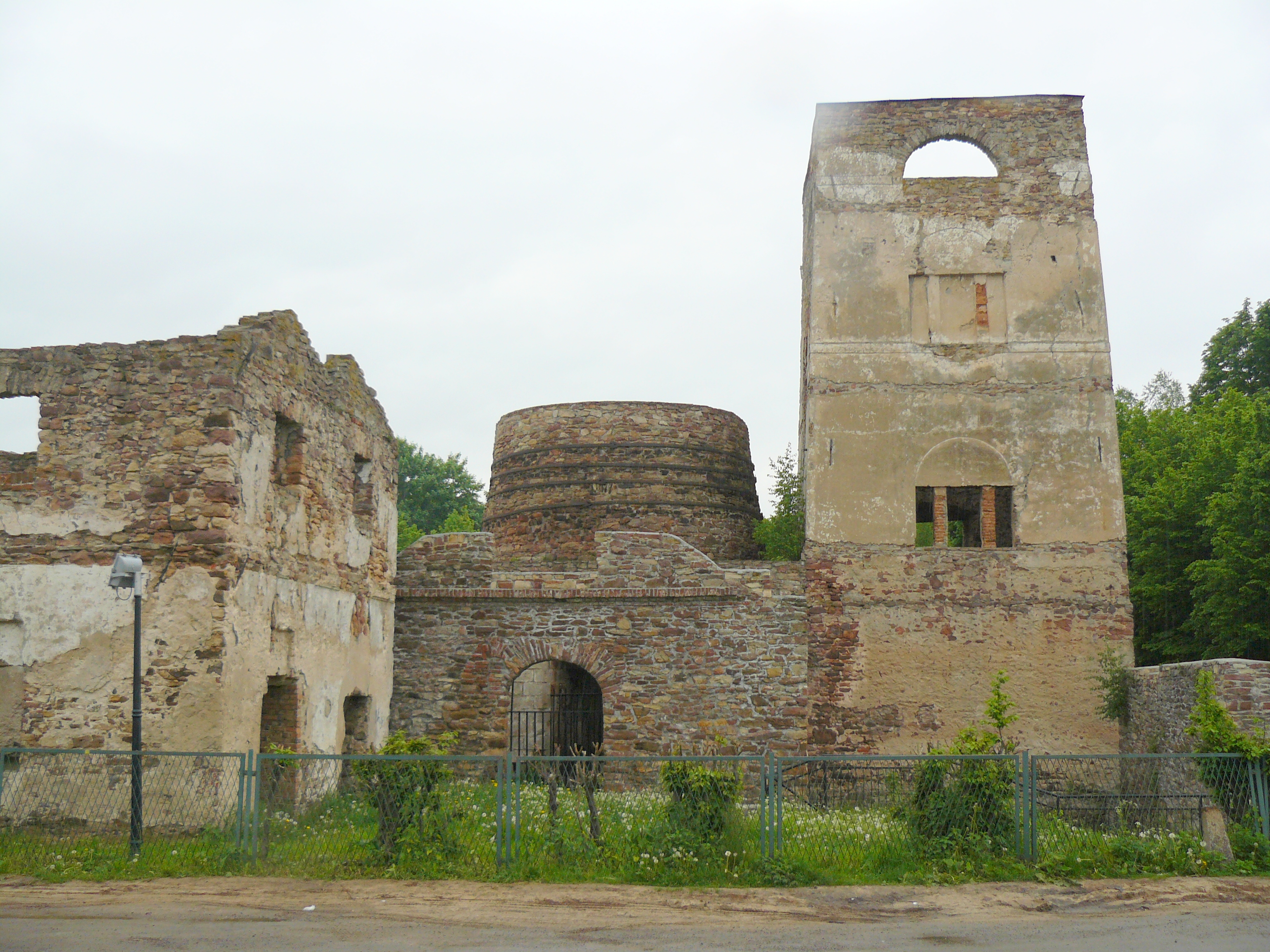
Ruiny huty

Huta Józef – huta znajdująca się w Samsonowie, działająca w latach 1818–1866.
W 1817 roku Stanisław Staszic wystąpił z inicjatywą wybudowania nowej huty w Samsonowie. Kamień węgielny w 1818 r. położył namiestnik Królestwa Polskiego książę gen. Józef Zajączek, toteż nazwano ją hutą „Józefa”. Budowali ją specjaliści saksońscy pod nadzorem Bogumiła Schmidta i Fryderyka Lampe na wzór huty w Pankach koło Częstochowy. Wybudowano wielki piec, odlewnię, modelarnię oraz suszarnię. Budowę ukończono w 1823 r. 
Zakład wytwarzał około 800 ton surówki rocznie. Przerabiały ją głównie fryszerki w położonych w okolicy Jasiowie, Janaszowie, Umrze i pobliskim Światełku nad Bobrzą. Huta była opalana węglem drzewnym. W 1829 roku zainstalowano maszynę parową, która napędzała miechy. W latach 1830–1831 zakład dostarczał broń uczestnikom powstania listopadowego.
Poważniejsze pożary w zakładach samsonowskich wystąpiły w latach 1843 i 1848 r. Zakład produkował broń również dla uczestników powstania styczniowego, za co Rosjanie spalili hutę w nocy z 9 na 10 czerwca 1866 roku. Po tym pożarze zakład nie został już odbudowany. W czasie I wojny światowej Austriacy zniszczyli tzw. wieżę gichtową, w której mieściły się urządzenia wyciągowe.
Do dzisiaj pozostały ruiny wielkiego pieca, wieży wyciągowej oraz hal produkcyjnych.
Ruiny huty stanowią część zespołu zakładu przemysłowego wpisanego do rejestru zabytków nieruchomych (nr rej.: A.469/1-3 z 3.12.1956, z 15.02.1967, z 4.05.1987 i z 6.05.1987).

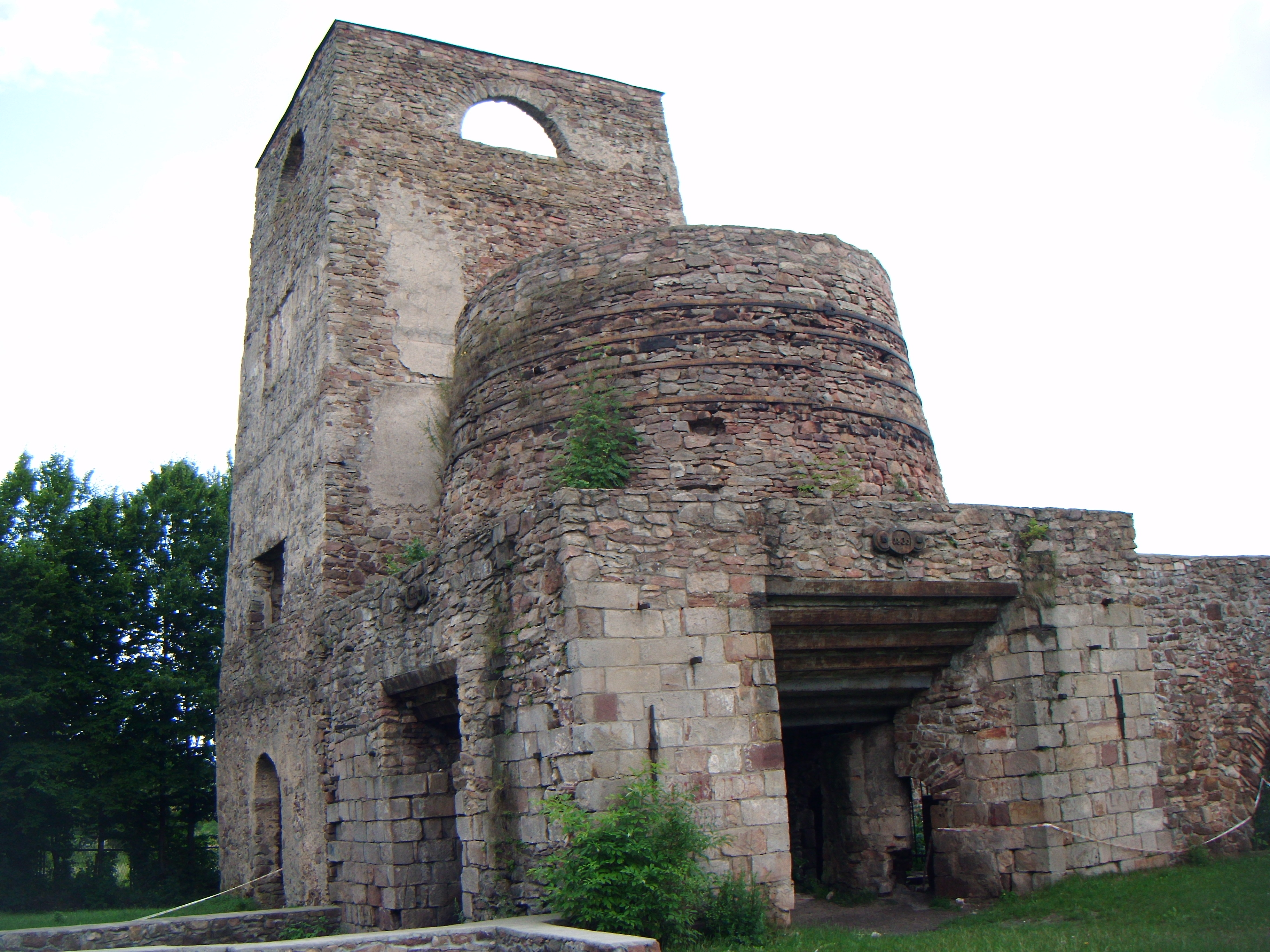
Wielki piec
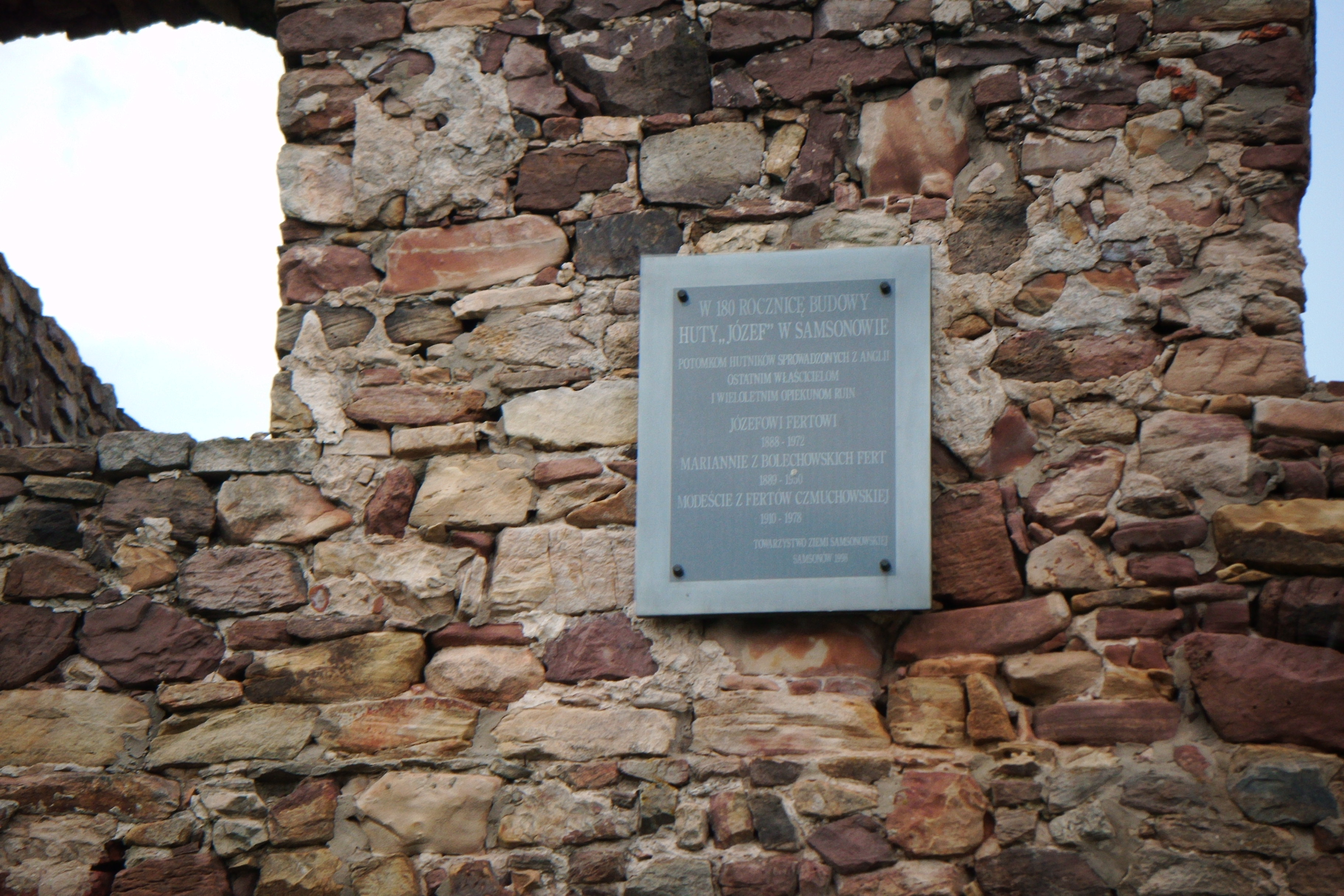
Tablica pamiątkowa